# Erich Hürzeler
Erich Hürzeler (* 20. März 1968 in Olten) ist ein ehemaliger Schweizer Fussballgoalie (Torwart) und Goalietrainer.

## Karriere
Seine Juniorenzeit verbrachte Hürzeler beim FC Unterentfelden und FC Aarau, wobei er zwischen den beiden Vereinen hin und her wechselte. Beim FC Aarau kam er jedoch lediglich zu einem Einsatz als Torhüter in der 1. Mannschaft, bevor er 1989 für eine Saison nach Basel zum Nationalliga-B-Verein BSC Old Boys wechselte. Danach wechselte er zum FC Schaffhausen, wo er sieben Saisons lang als Stammkraft das Tor hütete. Ab der Saison 1997/98 hütete er das Tor des FC Lugano und schaffte gleich in der ersten Saison mit den Tessinern den Aufstieg in die Nationalliga A. Er konnte sich dort in der ersten Jahreshälfte des Jahres 1999 auch gegen den brasilianischen Nationaltorhüter Dida durchsetzen, der im Rahmen von Transferstreitigkeiten zwischen dem AC Milan und Cruzeiro EC ein halbes Jahr in Lugano verbrachte und dort zu keinem Einsatz kam. Zuletzt war Hürzeler ab 2000 sechs Jahre als Nr. 1 beim FC Winterthur im Einsatz und beendete dort mit einem 4:0-Sieg am 6. Mai 2006 gegen die AC Bellinzona seine Aktivkarriere. Am Tag seines Rücktritts wurde ein Wurstverkaufsstand hinter der Bierkurve zu seinen Ehren in Erichs Wurstbude umbenannt.
Als Torhütertrainer war er mehrere Jahre für den FC St. Gallen tätig, bis er aus gesundheitlichen Gründen aufhören musste, sowie direkt nach seinem Rücktritt als Trainer bei der U21 des FC Winterthur.